# Kontonummer
Et kontonummer er et nummer, som identificerer en bankkonto. Kontonummre bruges blandt andet ved transaktioner i bank, girobetaling, netbanktjenester og lignende. 

## Internationalt
IBAN-systemet er en ISO-standard for at identificere bankkonti over landegrænser. Et IBAN-kontonummer består af en tobogstaverskode for landet (ISO 3166-1 alfa-2) og en tocifret tjeksum fulgt af det nationale kontonummer.